# Jeżów (Jawor)
Pour les articles homonymes, voir Jeżów.
Jeżów est une localité polonaise de la gmina de Bolków, située dans le powiat de Jawor en voïvodie de Basse-Silésie.